# Stanislav Požar
Stanislav Požar, slovenski veteran vojne za Slovenijo, * 16. december 1949, † 2. julij 1991, Pivka.
Pripadnik TO RS je padel med slovensko osamosvojitveno vojno.
Stanislav Požar je kot zaposleni v vojašnici v Pivki iz tankov odstranil udarne igle, jih tako onesposobil in nato zapustil vojašnico. Tanki so bili tako samo še prevozna sredstva oziroma sredstvo zastraševanja. 2. julija 1991 se je z osebnim avtomobilom peljal po bližnji magistralni cesti mimo vojašnice (bil je domačin), kjer ga je vodnik JLA Mirsad Mešanović smrtno ranil s strelnim orožjem. Slovenija je za njim izdala tiralico, vendar Švedska, kamor je omenjeni podčastnik zbežal, ni privolila v izročitev.
Januarja 2011 so osumljenca zaradi omenjenega zločina priprli na Danskem, nakar je Slovenija ponovno zahtevala izročitev. Epiloga zaenkrat še ni.

## Odlikovanja in priznanja
- častni vojni znak